# Yandel
Yandel, pseudonimo di Llandel Veguilla Malavé (Cayey, 14 gennaio 1977), è un cantante e produttore discografico portoricano.

## Biografia
Ha intrapreso la carriera musicale verso la fine degli anni '90 come membro del duo reggaeton Wisin & Yandel con Wisin. Il duo ha debuttato nel 2000.
Il suo primo album solista è uscito nel 2003 ed è intitolato Quien contra mí.
Dieci anni dopo, nel novembre 2013, è uscito il suo secondo disco solista.

## Discografia

### Solista
Album studio
- 2003 - Quien contra mí (ripubblicato nel 2007)
- 2013 - De líder a leyenda
- 2015 - Dangerous
- 2017 - Update
- 2019 - The One
- 2020 - Quien Contra Mí 2
- 2021 - DYNASTY
- 2023 - Resistencia
- 2024 - Elyte

EP
- 2014 - Legacy: De líder a leyenda Tour
- 2024 - Manifesting 20-05 (con Feid)

Live
- 2015 - Legacy: De líder a leyenda Tour
- 2015 - Dangerous
- 2017 - #UPDATE
- 2019 - The One
- 2020 - ¿Quién Contra Mí 2?